# 湖阳镇 (唐河县)
湖阳镇，是中华人民共和国河南省南阳市唐河县下辖的一个乡镇级行政单位。位于唐河县南部，距县城37公里，与湖北省枣阳市毗邻。

## 行政区划
湖阳镇下辖以下地区：
南街社区、北街社区、东街社区、武岗村、仝湾村、马洼村、叶山村、周安村、张湾村、荆爬沟村、马湾村、郭庄村、前胡村、陈树元村、大王庄村、大桥符村、亢寨村、候大庙村、曲沟村、陈楼村、邢庄村、常庄村、新店村、杨寨村、活水杨村和陈营新村。